# Бохіньська Чешниця
Бохіньська Чешниця (словен. Bohinjska Češnjica) — поселення в общині Бохінь, Горенський регіон, Словенія. Висота над рівнем моря: 603,2 м.